# Aurora Bernáldez
Aurora Bernáldez Dicenta (Madrid, 24 de agosto de 1940) es una antigua diplomática española.

## Biografía
Licenciada en Ciencias Políticas, ingresó en la carrera diplomática en 1972. Estuvo destinada en la representación permanente de España en la OCDE y ha sido consejera comercial, jefa de las Oficinas Comerciales de España, en Londres y Milán. En 1993 fue nombrada embajadora de España en Etiopía y, posteriormente, en Pakistán. Fue vocal asesora en la Subdirección General de Asuntos de Justicia e Interior del Ministerio de Asuntos Exteriores y de Cooperación y de 2007 a septiembre de 2010, embajadora de España en Indonesia y Timor-Leste.